# Йоаникий Язизоглу
Йоаникий (на гръцки: Ιωαννίκιος) е гръцки духовник, митрополит на Вселенската патриаршия.

## Биография
Роден в малоазийското витинско градче Триглия със светското име Язизоглу (Γιαζιζόγλου) или Граматидис (Γραμματίδης). Преподава в училището в Триглия. Служи като велик архимандрит при Вселенската патриаршия в Цариград.
На 27 октомври 1882 година е избран да оглави новосъздадената Дискатска архиепископия срещу епископите Неофит Леонтополски и Партений Перистерски. Ръкоположен е за дискатски архиепископ на 30 октомври 1882 година в патриаршеската катедрала „Свети Георги“ от митрополит Никодим Бурсенски в съслужение с митрополитите Константин Митилински и Кирил Варненски. При управлението му в 1887 година епархията става митрополия, вследствие на спада на броя на митрополиите, представени в Светия синод. Йоаникий подава оставка през август 1893 година, поради невъзможност да заплаща вноските на Патираршията.
Оттегля се в Цариград. Умира в Цариград от тиф на 18 юли 1905 година. Опят е от митрополит Константин Веленски с бившите митрополити коски Павел и неврокопски Никодим. Погребан е в гробището в Балъклъ (Валукли).